# Ruska Bela
Ruska Bela (bulgariska: Руска Бела) är ett distrikt i Bulgarien.   Det ligger i kommunen Obsjtina Mezdra och regionen Vratsa, i den västra delen av landet, 60 km nordost om huvudstaden Sofia.
Omgivningarna runt Ruska Bela är en mosaik av jordbruksmark och naturlig växtlighet. Runt Ruska Bela är det ganska tätbefolkat, med 80 invånare per kvadratkilometer.